# Sean Sullivan (Radsportler)
Sean Sullivan (* 8. August 1978 in Launceston) ist ein australischer Radrennfahrer.
Sean Sullivan begann seine internationale Karriere im Jahr 2000 bei dem italienischen Radsportteam De Nardi-Pasta Montegrappa. Er gewann in den folgenden Etappen der Tour of Queensland, der Tour de Langkawi und der Tour of Qinghai Lake. Seinen letzten Vertrag bei einem UCI-Team hatte er 2011 bei der australischen Mannschaft V Australia. Er war jedoch auch danach noch aktiv und konnte 2012 eine Etappe der Tour of Lawrence, einer Rundfahrt des US-amerikanischen Kalenders, gewinnen.

## Erfolge
2003
- eine Etappe Tour of Queensland

2004
- eine Etappe Tour de Langkawi

2005
- eine Etappe Tour of Qinghai Lake
- Mannschaftszeitfahren Herald Sun Tour

## Teams
- 2000 De Nardi-Pasta Montegrappa
- 2003 Barloworld
- 2004 Barloworld-Androni Giocattoli
- 2005 Barloworld-Valsir
- 2006 Toyota-United
- 2007 Toyota-United
- 2008 Toyota-United
- 2011 V Australia